# Cantón Babahoyo
El Cantón Babahoyo es la capital de la provincia de Los Rios y uno de los 13 cantones que la conforman, siendo su cabecera cantonal, lugar donde se agrupa gran parte de su población es de 193 677 habitantes. Es el segundo cantón más poblado de la provincia.

## Ubicación

### Cantones limítrofes con Babahoyo
| Noroeste: Baba        | Norte: Puebloviejo, Urdaneta                 | Noreste: Caluma                   |
| Oeste: Baba, Salitre  |                                              | Este: Montalvo, Chillanes         |
| Suroeste: Samborondón | Sur: Alfredo Baquerizo Moreno, Simón Bolívar | Sureste: General Antonio Elizalde |

## Gobierno Municipal
El cantón Babahoyo, al igual que los demás cantones ecuatorianos, se rige por un gobierno municipal según lo estipulado en la Constitución Política Nacional. El Gobierno Municipal de Babahoyo es una entidad de gobierno seccional que administra el cantón de forma autónoma al gobierno central. 
El Gobierno Municipal de Babahoyo, se rige principalmente sobre la base de lo estipulado en los artículos 253 y 264 de la Constitución Política de la República y en la Ley de Régimen Municipal en sus artículos 1 y 16, que establece la autonomía funcional, económica y administrativa de la entidad.

### Alcaldía
El poder ejecutivo del cantón es desempeñado por un ciudadano con título de Alcalde de Babahoyo, el cual es elegido por sufragio directo en una sola vuelta electoral sin fórmulas o binomios en las elecciones municipales. El vicealcalde no es elegido de la misma manera, ya que una vez instalado el Concejo Cantonal de Babahoyo se elegirá entre los ediles un encargado para aquel cargo. El alcalde y el vicealcalde duran cuatro años en sus funciones, y en el caso del alcalde, tiene la opción de reelección inmediata o sucesiva. El alcalde es el máximo representante de la municipalidad y tiene voto dirimente en el concejo cantonal, mientras que el vicealcalde realiza las funciones del alcalde de modo suplente mientras no pueda ejercer sus funciones el alcalde titular.
El alcalde cuenta con su propio gabinete de administración municipal mediante múltiples direcciones de nivel de asesoría, de apoyo y operativo. Los encargados de aquellas direcciones municipales son designados por el propio alcalde. Actualmente el Alcalde de Babahoyo es Gustavo Barquet, elegido para el periodo 2023 - 2027.

### Concejo cantonal
El poder legislativo del cantón es ejercido por el Concejo Cantonal de Babahoyo el cual es un parlamento unicameral que se constituye al igual que en los demás cantones mediante la disposición del artículo 253 de la Constitución Política Nacional. De acuerdo a lo establecido en la ley, la cantidad de miembros del concejo representa proporcionalmente a la población del cantón.
El cantón Babahoyo posee nueve concejales, los cuales son elegidos mediante sufragio (Sistema D'Hondt) y duran en sus funciones cuatro años pudiendo ser reelegidos indefinidamente. De los siete ediles, cinco representan a la población urbana mientras que dos representa a las zonas rurales. El alcalde y el vicealcalde presiden el concejo en sus sesiones. Al recién instalarse el concejo cantonal por primera vez los miembros eligen de entre ellos un designado para el cargo de vicealcalde de la ciudad.
Los miembros del concejo cantonal organizarán las distintas comisiones municipales conforme a lo preescrito en los artículos 85 y 93 de la Codificación de Ley Orgánica de Régimen Municipal. Las comisiones están conformadas por los miembros principales y suplentes del concejo cantonal y por designados dentro de las diferentes instituciones públicas del cantón. Un concejal puede ser parte de más de una comisión.

## Organización territorial
El cantón se divide en la cabecera cantonal; Babahoyo y cuatro parroquias rurales: Caracol, Febres Cordero, La Unión y Pimocha, que son representadas por los Gobiernos Parroquiales ante la Alcaldía.
| División territorial/parroquia                                                                                           | Superficie (km²) | Población (hab.) |  |
| --- | ---------------- | ---------------- |  |
| Babahoyo (Cabecera cantonal)                                                                                             | 174,58           | 122 733          |  |
| Caracol | 97,72            | 5 426            |  |
| Febres Cordero | 359,47           | 20 812           |  |
| La Unión | 186,73           | 14 993           |  |
| Pimocha | 268,81           | 29 713           |  |
| Total cantón | 1,076 km²        | 193 677 hab.     |  |
| Datos proporcionados por el Instituto Nacional de Estadísticas y Censos sobre el Censo de Población y Vivienda del 2022. |                  |                  |  |